# Wolframita
La wolframita o volframita es un grupo de minerales de la clase de los minerales óxidos. Su nombre podría venir del antiguo alemán wolf y ram (‘espuma de lobo’), en alusión a la sustancia cremosa que se forma durante la metalurgia del estaño cuando este mineral está también presente, y que reduce el rendimiento del proceso.

## Características químicas
En realidad no está aceptado por la Asociación Mineralógica Internacional como un mineral de composición definida, sino que es el nombre general para los minerales intermedios de una serie de solución sólida entre dos extremos: la ferberita (FeWO4) y la hübnerita (MnWO4), la primera un óxido de hierro y volframio y la segunda de manganeso y volframio

## Yacimientos
La volframita se encuentra a menudo junto con cuarzo, en pegmatitas graníticas y como depósito hidrotermal. Cantidades apreciables se encuentran en Sajonia (Alemania), Portugal (minas de Panasqueira) España (minas de Monte Neme y de san Finx, La Coruña), Libia, Namibia, Brasil, Colombia, Estados Unidos, China (75 % de las reservas mundiales), Argentina y Corea del Sur.
Está asociada frecuentemente con casiterita, arsenopirita y pirita.

## Importancia industrial
La volframita es, junto con la scheelita (CaWO4), uno de los minerales más importantes de volframio. Para la obtención de este elemento, la volframita es tratada con sosa, obteniéndose el volframato sódico. Luego se precipita el ácido volfrámico acidulando con ácido clorhídrico, y finalmente se reduce al elemento.
Forma parte del grupo de minerales de conflicto llamado 3TG, compuesto por la casierita, la volframita, el coltán y el oro. Este grupo de minerales es más conocido por las siglas en inglés de sus metales derivados más utilizados: tin (estaño), tungsten (tungsteno), tantalio (tántalo) y gold (oro). Tanto los minerales como los metales derivados son recursos críticos para las industrias como la electrónica, la automotriz o la aviación; y son regulados por legislaciones de alcance internacional como la ley estadounidense Dodd Frank (sección 1502) o la Regulación sobre los minerales de conflicto de la Unión Europea debido a que en numerosas ocasiones estos minerales se extraen en zonas de conflicto y sirven para financiar y perpetuar estos conflictos.